# Livre de Moïse
Le Livre de Moïse est un livre canonique de l'Église de Jésus-Christ des saints des derniers jours, inclus dans la Perle de Grand Prix. Il contient une version dite "inspirée" des sept premiers chapitres de la Genèse par Joseph Smith.

## Résumé
Le chapitre 1 rapporte une vision dans laquelle Moïse voit Dieu lui révéler tout le plan de salut. Les chapitres 2–5 sont le récit de la création et de la chute de l'homme. Les chapitres 6–7 contiennent une vision concernant Hénoc et son ministère sur la terre. Le chapitre 8 contient une vision concernant Noé et le déluge.